# Paralympiska vinterspelen 2010
Paralympiska vinterspelen 2010 hölls i Vancouver i Kanada den 12-21 mars 2010, och blev de tionde paralympiska vinterspelen. Spelen invigdes i BC Place i Vancouver.
Den 7 juni 2006 reste prins Edward, som representant för Samväldet och patron för det brittiska paralympiska förbundet, flaggan för spelet utanför Vancouver City Hall.
Brian McKeever från Kanada blev förste idrottare att bli aktuell för både paralympiska vinterspelen och olympiska vinterspelen samma år, även om han inte deltog i olympiska vinterspelen 2010. I olympiska vinterspelen 2010 var han tänkt att delta i herrarnas 50 kilometer längdskidåkning, men tränaren ersatte honom med en åkare som presterat bra under ett tidigare evenemang. I paralympiska vinterspelen deltog han i längdskidåkning och skidskytte.
Viviane Forest blev första paralympier att vinna guld i både vinter- och sommarspelen genom att vinna damernas störtlopp för synskadade. I paralympiska sommarspelen vann hon guld i goalball för damer 2000 och 2004.

## Sporter
Fem sporter fanns på de paralympiska vinterspelens program 2010:
- Alpin skidåkning
- Skidskytte
- Längdskidåkning
- Rullstolscurling
- Kälkhockey

## Anläggningar
Skidåkningen avgörs, precis som i de olympiska spelen, i Whistler medan övriga idrotter är baserade i Vancouver.

## Deltagande nationer
44 länder deltog i spelen. 
| - Andorra (2) - Argentina (2) - Armenien (2) - Australien (11) - Belgien (1) - Bosnien och Hercegovina (1) - Bulgarien (3) - Chile (2) - Danmark (2) - Finland (5) - Frankrike (21) - Grekland (2) - Island (1) - Iran (1) - Italien (35) | - Japan (42) - Kanada (55) - Kazakstan (1) - Kina (7) - Kroatien (4) - Mexiko (2) - Mongoliet (2) - Nederländerna (1) - Nya Zeeland (2) - Norge (27) - Polen (12) - Rumänien (1) - Ryssland (31) - Schweiz (15) - Serbien (1) | - Slovakien (13) - Slovenien (1) - Spanien (5) - Storbritannien (12) - Sverige (26) - Sydafrika (1) - Sydkorea (25) - Tjeckien (19) - Tyskland (19) - Ukraina (19) - Ungern (2) - USA (50) - Belarus (9) - Österrike (19) |